# Sambijci
Sambijci so bili prusko pleme, naseljeno na Sambijskem polotoku severno od Königsberga (danes Kaliningrad). Živeli na obalnem ozemlju, bogatim z jantarjem, in so se že zgodaj ukvarjali s trgovanjem z njim.  Ravno zato so pred vsemi drugimi Prusi navezali stike s tujimi narodi. V 13. stoletju   so jih, kot vse druge Pruse, podjarmili tevtonski vitezi, jih prisilno pokristjanili in  ponemčili, da so nekje v 17. stoletju izumrli. 
Na jugu so mejili z Natangi in na vzhodu z Nadruvi.

## Zgodovina
Sambija je bila najbogatejša in najgosteje poseljena regija Prusije in se  ukvarjala s trgovino z jantarjem. V Sambiji so odkrili ogromno dragocenih predmetov iz bronaste dobe, vključno z uvoženim blagom iz Rimskega cesarstva. Sambijci za razliko od drugih Prusov niso kremirali svojih pokojnih. Nad grobovi so nasuli zemljene gomile in jih obdali s kamnitimi krogi. Njihovo ime je prvi omenil Adam iz Bremna leta 1073. Imenuje jih »najbolj humani ljudje«. V 9. stoletju so se začele vojne z Danci, ki so trajale do začetka 13. stoletja. Znano je, da je v Sambiji obstajala  vikinška naselbina Wiskiauten, ki je cvetela približno 300 let. Švedi so vzdrževali bolj miroljubne odnose in pospešili trgovanje.
V 13. stoletju se je pojavil nov sovražnik, tevtonski vitezi, križarski vojaški red iz Svetega rimskega cesarstva. Njihov cilj je bil podjarmiti vse pogane in jih spreobrniti v katoliško vero. Osvojitev Sambije med prusko križarsko vojno je odložila prva pruska vstaja, ki je izbruhnila leta 1242. Vstaja se je uradno  končala leta 1249 s podpisom Kristburškega sporazuma, vendar so spopadi trajali še štiri leta. Vitezi so zato lahko šele v letih 1254–1255 organizirali velik pohod proti Sambijcem. Pohoda se je udeležil tudi češki kralj Otokar II. Vitezi so zato kot poklom v njegovo čast poimenovali novoustanovljeni grad Königsberg (zdaj Kaliningrad). 
Sambijci so se med veliko prusko vstajo (1260–1274) dvignili proti vitezom, vendar so se prvi predali. Ko so leta 1276 drugi klani ponovno poskušali  upreti, je Teodorik, vogt Sambije, prepričal Sambijce, naj se ne pridružijo vstaji. Natangi in Varmi so sledili Sambijcem in upor je bil v enem letu zatrt.
Leta 1243 je bila na ukaz papeškega legata Viljema iz Modene  ustanovljena škofija Samland (Sambija) kot cerkvena uprava regije. Konec 13. stoletja so Sambijci šteli le okoli 22.000 oseb. Ponemčevanju so se upirali dlje kot zahodna pruska plemena. Leta 1454 je kralj Kazimir IV. Jagelo vključil regijo v Kraljevino Poljsko. Po trinajstletni vojni, najdaljši od vseh poljsko-tevtonskih vojn, ki se je začela leta 1466, je Sambija postala del Poljske kot fevd Tevtonskega reda, po letu 1525 pa v posesti posvetne  Vojvodske Prusije.
Po Petru Dusburškemu je bila Sambija razdeljena na 15 ozemeljskih enot (od vzhoda proti zahodu):  Germau (Russkoje), Medenau (Logvino), Rinau (Čajkino), Pobeten (Romanovo), Wargen (Kotelnikovo), Rudau (Melnikovo), Laptau (Muromskoje),  Quedenau (Severnaja Gora),  Schaaken, Waldau (Nisovje), Caimen (Sarečje), Tapiau (Gvardejsk), Labiau (Polessk), Laukischken (Saranskoe) in Wehlau (Znamensk).

## Vir
- Pluskowski, Aleksander. The Archaeology of the Prussian Crusade-Holy War and Colonisation. New York. str. 8, 60, 61, 62, 63, 196. ISBN 978-0-415-69171-0.